# Astragalus stenolepis
Astragalus stenolepis är en ärtväxtart som beskrevs av Fisch.. Astragalus stenolepis ingår i släktet vedlar, och familjen ärtväxter. Inga underarter finns listade i Catalogue of Life.